# Кучердаевский сельсовет
Кучердаевский сельсовет - сельское поселение в Иланском районе Красноярского края.
Административный центр - село Кучердаевка.

## Население
| 2010 | 2012 | 2013 | 2014 | 2015 | 2016 | 2017 |
| ---- | ---- | ---- | ---- | ---- | ---- | ---- |
| 301  | ↘285 | ↘281 | ↘270 | ↘257 | ↘253 | ↗254 |

## Состав сельского поселения
В состав сельского поселения входят 2 населённых пункта:
| № | Населённый пункт | Тип населённого пункта       | Население |
| - | ---------------- | ---------------------------- | --------- |
| 1 | Кучердаевка      | село, административный центр | 301       |
| 2 | Шумиха           | деревня                      | 0         |

## Местное самоуправление
Кучердаевский сельский Совет депутатов
Дата избрания: 04.12.2011. Срок полномочий: 5 лет. Количество депутатов: 8
Глава муниципального образования
- Прохоренко Валерий Ильич. Дата избрания: 04.12.2011. Срок полномочий: 5 лет